# Barthold Hartwig von Bülow
Barthold Hartwig von Bülow (ur. 1611, zm. 1677), szwedzki wojskowy, generał major piechoty od 1655, generał pułkownik od 1659 i generał od 1664, wicegubernator szwedzkiego Pomorza w czasie II wojny północnej, dowódca obrony Torunia w 1658.